# Nebrioporus rotundatus
Nebrioporus rotundatus là một loài bọ cánh cứng trong họ Bọ nước. Loài này được LeConte miêu tả khoa học năm 1863.